# Famous Fantastic Mysteries
Famous Fantastic Mysteries fue una revista pulp estadounidense de ciencia ficción y fantasía publicada entre 1939 y 1953. Su editora fue Mary Gnaedinger. Se publicó por la editorial Munsey Company como un medio para reeditar las numerosas historias de ciencia ficción y fantasía que habían aparecido durante las décadas anteriores en revistas de Munsey como Argosy. Desde su primer número, con fecha de portada septiembre/octubre de 1939, la revista fue un éxito inmediato. Menos de un año después, se publicó una revista complementaria, Fantastic Novels.
Entre los autores que se reeditaban con frecuencia se encontraban George Allan England, Abraham Merritt o Austin Hall; las ilustraciones también fueron una de las principales razones del éxito de la revista, ya que artistas como Virgil Finlay y Lawrence Stevens contribuyeron con algunos de sus mejores trabajos. A finales de 1942, Popular Publications le compró la revista a Munsey, y Famous Fantastic Mysteries dejó de publicar relatos cortos de revistas anteriores y pasó a reeditar obras más extensas, entre ellas títulos de autores reconocidos como G. K. Chesterton, H. G. Wells y H. Rider Haggard. También empezaron a aparecer relatos cortos originales, como «Guardian Angel», de Arthur C. Clarke, que más tarde constituiría la primera parte de su novela El fin de la infancia (Childhood's End, 1953). En 1951, los editores probaron brevemente con un formato digest de gran tamaño, pero volvieron rápidamente al formato pulp original. La revista dejó de publicarse en 1953, casi al final de la era pulp.

## Historia editorial
En las primeras décadas del siglo XX, en las revistas dirigidas al gran público aparecían con frecuencia relatos de ciencia ficción. Munsey Company, una importante editorial de revistas pulp, ya había publicado una gran cantidad de relatos de ciencia ficción en esos años en sus revistas, pero no fue hasta 1926 cuando apareció la primera revista pulp especializada en ciencia ficción, Amazing Stories. Munsey continuó publicando algunas obras de ciencia ficción en Argosy durante la década de 1930, entre ellas The War of the Purple Gas, de Murray Leinster, o «Tomorrow», de Arthur Leo Zagat, aunque no poseía ninguna revista especializada en el género. A finales de los años 1930, la ciencia ficción era un mercado en expansión, y en 1939 se lanzaron varias nuevas revistas. Ese año Munsey aprovechó la creciente popularidad de la ciencia ficción para publicar Famous Fantastic Mysteries, un medio para reeditar los relatos fantásticos y de ciencia ficción más populares de las revistas de la compañía.
El primer número se publicó con fecha de portada septiembre/octubre de 1939, bajo la dirección de Mary Gnaedinger. La revista tuvo un éxito inmediato y pasó a tener una periodicidad mensual a partir de noviembre de 1939. La demanda de reediciones de antiguas novelas populares era tan fuerte que Munsey decidió lanzar una revista adicional, Fantastic Novels, en julio de 1940. Las dos revistas alternaron su periodicidad bimestral, para que cada mes apareciera una de ellas, pero cuando Fantastic Novels dejó de publicarse a principios de 1941, Famous Fantastic Mysteries siguió siendo bimestral hasta junio de 1942. Munsey vendió Famous Fantastic Mysteries a Popular Publications, una importante editorial de pulp, a finales de 1942; parece haber sido una decisión repentina, ya que el editorial del número de diciembre de 1942 menciona un número previsto para febrero que nunca se publicó, y hace referencia a próximas reediciones que tampoco aparecieron. El primer número de Popular apareció en marzo de 1943, y sólo se publicaron dos números más ese año. El número de septiembre de 1943 marcó el comienzo de una periodicidad trimestral regular, pero en 1946 volvió a su periodicidad bimestral, que mantuvo con ligeras desviaciones hasta su desaparición.
En 1949 Street & Smith, una de las editoriales más antiguas y respetadas, cerró todas sus revistas pulp, marcando el principio del fin de este tipo de publicaciones. Popular Publications era la mayor editorial de este segmento editorial, lo que permitió que sus títulos duraran un poco más, pero Famous Fantastic Mysteries dejó de publicarse finalmente en 1953, solo un par de años antes de que lo hiciera la última de las publicaciones pulp.